# هولبیچ
latitudeهولبیچlongitudeهولبیچ
هولبیچ (به انگلیسی: Holbeach) یک شهرک در بریتانیا است که در انگلستان واقع شده‌است.

## خصوصیات
هولبیچ ۹٬۴۴۸ نفر جمعیت دارد.